# Richard Berg
Richard Berg (Toronto, 8 settembre 1961) è uno scenografo canadese.
È noto per aver curato dal 2009 la scenografia di Modern Family, esperienza grazie alla quale è stato candidato due volte ai premi Emmy e ha ottenuto due premi e tre altre candidature agli Art Directors Guild Award; per tale riconoscimento era stato candidato anche nel 2004 per la scenografia di CSI - Scena del crimine.

## Filmografia

### Cinema
- Playboy: Farrah Fawcett, All of Me, regia di Davis Factor e Mark Manos - documentario (1997)

- The Body, regia di Jeffrey G. Hunt - cortometraggio (2004)
- Cleaner, regia di Renny Harlin (2007)
- Farewell My King, regia di Christian Gossett - cortometraggio (2014)
- I Did Not Forget You, regia di John Farzad Strong - cortometraggio (2015)

### Televisione
- The Wonderful World of Disney – serie TV, episodio 4x12 (2001)
- CSI: Miami – serie TV, episodi 1x01-1x03 (2002)
- CSI - Scena del crimine (CSI: Crime Scene Investigation) – serie TV, 145 episodi (2000-2006)

- Capitol Law, regia di Danny Cannon – film TV (2006)
- Eleventh Hour – serie TV, episodio 1x01 (2008)
- Trust Me – serie TV, 13 episodi (2009)
- This Might Hurt, regia di Jason Winer – film TV (2009)
- Miami Medical – serie TV, 13 episodi (2010)
- Chase – serie TV, episodio 1x01 (2010)
- Traffic Light – serie TV, 13 episodi (2011)
- Non fidarti della str**** dell'interno 23 (Don't Trust the B---- in Apartment 23) – serie TV, episodio 1x01 (2012)
- 1600 Penn – serie TV, episodio 1x02 (2013)
- Modern Family – serie TV, 108 episodi (2009-2014)
- Dallas – serie TV, 40 episodi (2012-2014)
- The Lottery – serie TV, 9 episodi (2014)
- Gotham – serie TV, 64 episodi (2014-2018)
- Lethal Weapon – serie TV, 11 episodi (2018-2019)
- American Gods – serie TV, 5 episodi (2021)
- Clarice – serie TV, 5 episodi (2021)
- Gotham Knights – serie TV, episodio 1x01 (2023)
- Skymed – serie TV, 18 episodi (2022-2023)
- Obliterated: Una notte da panico (Obliterated) – serie TV, 8 episodi (2023)